# Enwan (edoid jezik)
Enwan jezik (ISO 639-3: env) jedan od 9 nigersko-kongoanskih jezika podskupine ghotuo-uneme-yekhee jezici| [ghuy], kojim govori oko 14 000 ljudi u nigerijskoj državi Edo.
Ne smije se brkati s istoimenim jezikom [enw] iz države Akwa Ibom koji pripada u cross river jezike.

## Vanjske poveznice
- Ethnologue (15th)
- The Enwan Language